# أم اسريجينة (ملاثاني)
أم اسریجینة (بالفارسية: ام‌السراجینه) (بالفارسية: ام‌السراجینه) هي منطقة سكنية تقع في إيران في قسم ملاثاني الريفي. يقدر عدد سكانها بـ 403 نسمة بحسب إحصاء 2016.